# Waco CG-13
Waco CG-13 – amerykański ciężki szybowiec transportowy z okresu II wojny światowej. 

## Historia
Pod koniec 1941 roku dowództwo Korpusu Powietrznego Armii Stanów Zjednoczonych wykorzystując doświadczenia z budowy szybowców w Wielkiej Brytanii zwróciło się do wytwórni Waco Aircraft Company z Troy w stanie Ohio o opracowanie ciężkiego szybowca transportowego zdolnego do przewozu co najmniej trzydziestu żołnierzy i będącego zdolnym do przewozu ciężkich dział i pojazdów. 
Wytwórnia, która zakończyła właśnie opracowywanie szybowca CG-4, w połowie 1942 roku rozpoczęła opracowywanie zleconego szybowca, który otrzymał oznaczenie Waco CG-13.
Prototyp szybowca CG-13 został opracowany na początku 1943 roku, a próby w locie odbyły się w marcu 1943 roku. W czasie tych prób tornado zniszczyło prototyp, ale prototyp do prób statycznych, którego użyto do dalszych badań, potwierdził dobre właściwości szybowca. 
W związku z tym wprowadzono go do produkcji seryjnej w dwóch wytwórniach Ford Motor Company i w wytwórni Northwestern Aerinautical Company. Łącznie wyprodukowano 132 szybowce Waco CG-13A nie licząc prototypów, których zbudowano 7. 

## Użycie w lotnictwie
Szybowce Waco CG-13 były użytkowane w amerykańskich wojskach powietrznodesantowych w trakcie II wojny światowej i zaraz po niej. Ostatnie z szybowców wycofano z użycia w 1947 roku.
Do ich holowania używano samolotów transportowych Douglas C-47, Curtiss C-46 i Douglas C-54.

## Opis konstrukcji
Szybowiec Waco CG-13A to górnopłat zastrzałowy o konstrukcji mieszanej, metalowo-drewnianej.
Skrzydła dwudźwigarowe wykonane z drewna, pokryte cienką sklejką i dodatkowo kryte płótnem. Skrzydła wyposażone w lotki. Obrys prostokątny z zaokrąglonymi końcówkami. Zastrzał w kształcie litery V.
Kadłub o konstrukcji kratownicowej, wykonany ze spawanych rur stalowych i kryty płótnem. Sprzęt ładowano do szybowca od przodu, po podniesieniu do góry kabiny pilota. Ładownia po bokach miała dodatkowe drzwi. Podłoga szybowca w części ładunkowej została wzmocniona. W ładowani było miejsce dla 40 żołnierzy lub samochód Willys MB z haubicą M2 kal. 105 mm wraz z obsługą albo 1,5-tonowy samochód. 
Podwozie trójpodporowe z podwoziem przednim o zdwojonych kołach.